# Bembidion retectum
Bembidion retectum är en skalbaggsart som beskrevs av Thomas Casey. Bembidion retectum ingår i släktet Bembidion och familjen jordlöpare. Inga underarter finns listade i Catalogue of Life.